# Copa Ciudad de Trujillo
La Copa Ciudad de Trujillo fue torneo de fútbol, de carácter amistoso, que se realizó en 2010 y 2011, siendo su creador el Club Deportivo Universidad Cesar Vallejo de Trujillo en el Departamento de La Libertad en Perú. Este torneo es organizado por Universidad Cesar Vallejo para dar a conocer su equipo para el Campeonato Descentralizado. Este campeonato se juega en el Estadio Mansiche de Trujillo.
Como dato curioso, el goleador histórico de este certamen es el colombiano Mayer Candelo que ha anotado un gol en cada edición. El primero fue con la Universidad Cesar Vallejo en el 2010, de penal. El segundo fue vistiendo la casaquilla de Millonarios de Colombia y se lo anotó a su exequipo de tiro libre.

## Ediciones
La Copa Ciudad de Trujillo 2010, en su primera edición contó con la participación del Universidad César Vallejo, equipo anfitrión, Universidad San Martín de Perú, América de Cali de Colombia y Espoli de Ecuador.
La Copa Ciudad de Trujillo 2011, en su segunda edición contó con la participación del equipo anfitrión Universidad César Vallejo, Melgar de Perú, León de Huánuco de Perú y Millonarios de Colombia.

## Palmarés
| Año  | Campeón                    | País |
| ---- | -------------------------- | ---- |
| 2010 | Universidad San Martín.    | Perú |
| 2011 | Universidad César Vallejo. | Perú |